# Peter Frampton
Peter Kenneth Frampton, född 22 april 1950 i Beckenham i Bromley, London, är en brittisk rocksångare och gitarrist. Han är mest känd för sina soloalbum från 1970-talet.

## Karriär
När han var 10 år spelade han i sitt första band, The Little Ravens, där David Bowie också ingick. När han var 16 år blev han professionell musiker. År 1965 bildade han The Herd och i slutet av 1960-talet arbetade och spelade han med Steve Marriott (tidigare i Small Faces) i gruppen Humble Pie. Han solodebuterade 1972 med skivan Wind of Change.
Det som Frampton kanske är mest känd för är sin användning av en så kallad talkbox, som kan höras i den 14 minuter långa låten "Do You Feel Like We Do?" från livealbumet Frampton Comes Alive!, 1976. Den skivan blev också hans genombrott. Där fanns hits som "Do You Feel Like We Do?" och "Show Me the Way". Skivan sålde då nästan 1 miljon exemplar. 
Han släppte 2006 sitt första instrumentala album, Fingerprints.
År 1978 spelade han huvudrollen i filmen Sgt. Pepper's Lonely Hearts Club Band.

## Diskografi
- 1972 – Wind of Change
- 1973 – Frampton's Camel
- 1974 – Something's Happening
- 1975 – Frampton
- 1976 – Frampton Comes Alive!
- 1977 – I'm in You
- 1979 – Where I Should Be
- 1980 – Rise Up
- 1981 – Breakin' All the Rules
- 1982 – The Art of Control
- 1986 – Premonition 2
- 1989 – When All the Pieces Fit
- 1994 – Peter Frampton
- 1995 – Frampton Comes Alive II
- 2000 – Live In Detroit
- 2003 – Now
- 2004 – Live in San Francisco March 24, 1975
- 2004 – 2004 Summer Tour
- 2006 – Fingerprints
- 2010 – Thank You Mr Churchill
- 2014 – Hummingbird in a Box
- 2016 – Acoustic Classics
- 2019 – All Blues
- 2021 – Peter Frampton forgets the words